# Lycenchelys nanospinata
Lycenchelys nanospinata är en fiskart som beskrevs av Anderson, 1988. Lycenchelys nanospinata ingår i släktet Lycenchelys och familjen tånglakefiskar. Inga underarter finns listade i Catalogue of Life.